# Badie Ovnteni
Badie Ovnteni (* 1967) ist ein ehemaliger nigrischer Boxer.
Bei den Olympischen Sommerspielen 1988 in Seoul unterlag er im Fliegengewichtsturnier nach einem Freilos in Runde 1 in seinem Zweitrundenkampf Meluin de León aus der Dominikanischen Republik.